# Volvox
Volvox é um género de algas verdes coloniais que pertencem à divisão Chlorophyta. É uma colónia esférica em que existem mais de 500 a 50 mil células biflageladas que, unindo-se por filamentos citoplasmáticos e bainhas gelatinosas, constituem uma esfera oca. Os flagelos das células da camada externa imprimem à colónia um movimento coordenado em volta do seu eixo. As células maiores da colónia têm função reprodutora.
A Volvox é uma colónia de organismos unicelulares eucariontes em que há uma especialização e coordenação parcial. Contudo, cada célula pertence a um indivíduo, sendo estruturalmente independente. A diferenciação celular é muito reduzida, estando restrita as células reprodutoras e semânticas.

## Espécies
- Volvox aureus
- Volvox barberi
- Volvox carteri (V. nagariensis)
- Volvox dissipatrix
- Volvox gigas
- Volvox globator
- Volvox obversus
- Volvox prolificus
- Volvox rousseletii
- Volvox tertius